# Oskar Omdal

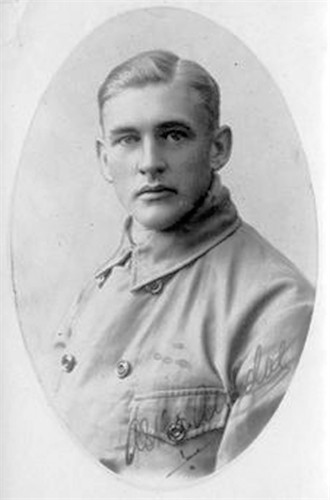
Oskar Omdal (1924)

Oskar Omdal (* 11. Oktober 1895 in Kristiansand, Norwegen; † 23. Dezember 1927 im Atlantik vor Nova Scotia oder Neufundland, Kanada) war ein norwegischer Flugpionier. 1925 war er als Mechaniker an Bord eines der beiden Flugboote der Amundsen-Ellsworth-Flugexpedition, mit denen die Polarforscher Roald Amundsen und Lincoln Ellsworth vergeblich versuchten, den Nordpol auf dem Luftweg zu erreichen. 1926 überflog er den Nordpol mit Amundsen, Ellsworth und Umberto Nobile im Luftschiff Norge. Er starb 1927 als Pilot von Frances Wilson Grayson bei deren Versuch, als erste Frau über den Atlantik zu fliegen.

## Leben
Oskar Omdal wurde 1895 als Sohn des Schuhmachermeisters John O. Omdal (* 1866) und dessen Frau Marta (* 1866) geboren und wuchs in Kristiansand auf. Nach einem Jahr an der Technischen Fachschule in Porsgrunn wechselte er im Sommer 1916 auf die neu gegründete Flugingenieurschule der norwegischen Marine. 1919 schloss er die Marineflugschule in Horten ab. Nach mehreren Auffrischungslehrgängen wurde er 1922 zum Leutnant befördert.
Als Mechaniker war er auch in der norwegischen zivilen Luftfahrt gefragt. Er arbeitete kurz für Christian Hellesens (1891–1982) Norsk Aeroplanfabrik und war im Frühjahr 1919 der erste Angestellte der von Tancred Ibsen (1893–1978) gegründeten Fluggesellschaft A/S Aero. Ausgeliehen an die Norsk Luftfartsrederi führte er am 16. August 1920 mit einem Wasserflugzeug den ersten norwegischen Passagierlinienflug von Stavanger über Haugesund nach Bergen durch.

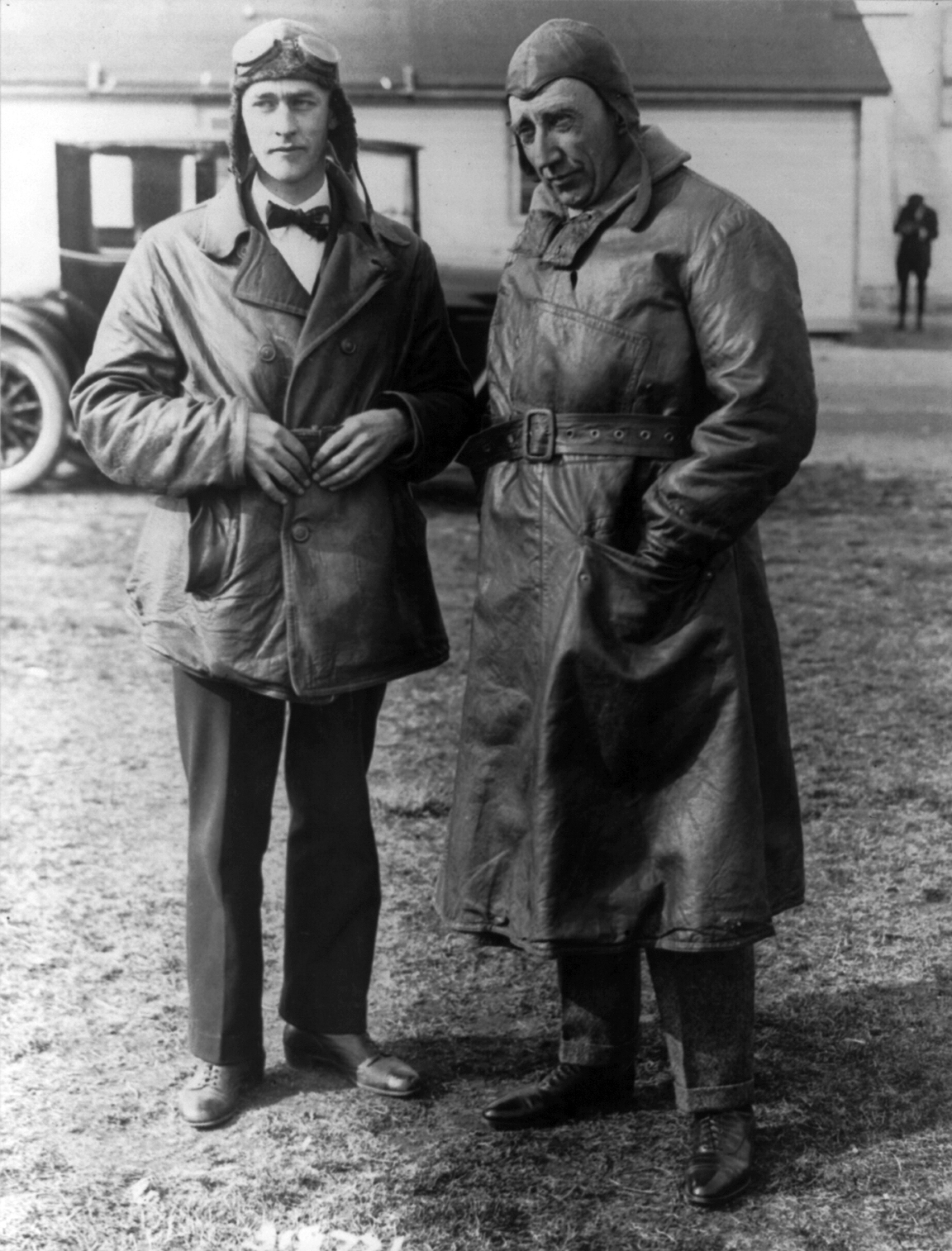
Omdal und Amundsen 1922

1921 wurde Omdal neben Odd Dahl von Amundsen für die Durchführung von Erkundungsflüge im Rahmen seiner Maud-Expedition angeworben. Bereits 1922 änderte Amundsen seine Pläne und strebte einen Flug über den Nordpol nach Spitzbergen an. Er kaufte eine Junkers F 13, das erste Ganzmetallflugzeug der Welt, und Omdal sollte es innerhalb von vier Tagen von New York nach Seattle überführen, wo das Expeditionsschiff Maud lag. Schon am ersten Tag fraß sich der Motor des Flugzeugs fest. Omdal musste die Maschine bei Clarion in Pennsylvania notlanden, wobei sie stark beschädigt wurde. Ein Ersatzflugzeug wurde mit der Bahn nach Seattle gebracht und auf der Maud nach Wainwright in Alaska transportiert, wo Amundsen und Omdal von Bord gingen. 1922 war wegen starker Winde kein Testflug mehr möglich. Die Männer errichteten einen Hangar und eine Hütte, Maudheim genannt, wo Omdal allein überwinterte. Am 11. Mai 1923 unternahm er einen ersten Testflug, hatte aber Probleme mit dem Motor, und bei der Landung brach die Befestigung des linken Skis. Als am 10. Juni das Gleiche passierte, sagte Amundsen den Polflug ab.

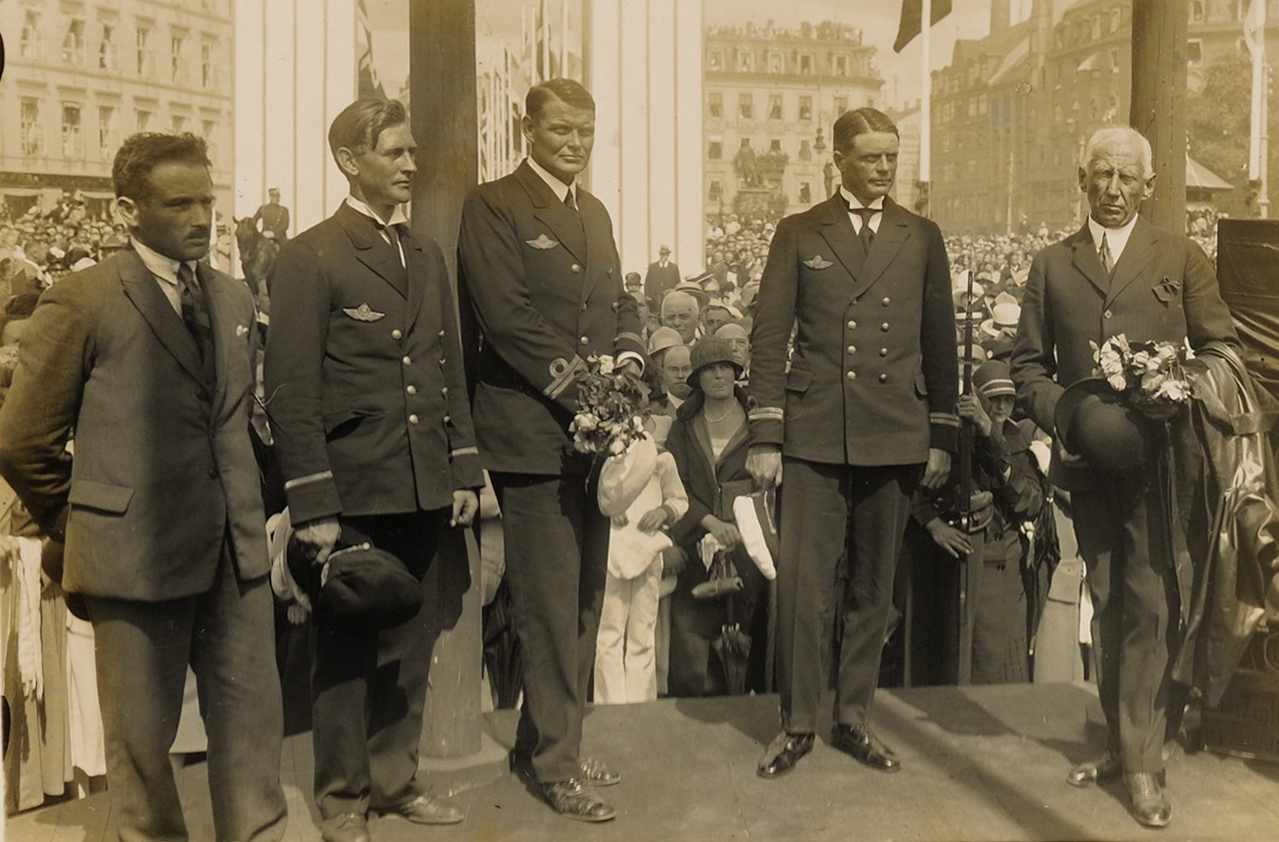
Teilnehmer der Amundsen-Ellsworth-Expedition 1925 beim Empfang in Oslo: Von links nach rechts: Feucht, Omdal, Riiser-Larsen, Dietrichson und Amundsen

1925 hatte Amundsen mit Hilfe seines US-amerikanischen Sponsors Lincoln Ellsworth zwei Flugboote des Typs Dornier Wal gekauft und stellte eine sechsköpfige Expeditionsmannschaft zusammen, der neben ihm selbst und seinem Stellvertreter Ellsworth auch Oskar Omdal gehörte. Komplettiert wurde das Team durch die norwegischen Militärflieger Leif Dietrichson und Hjalmar Riiser-Larsen sowie den deutschen Mechaniker der Dornier-Werke Karl Feucht. Ziel der Expedition war es, von Spitzbergen zum Nordpol und zurück zu fliegen und eventuell neues Land zu entdecken. Omdal fiel die Rolle des Mechanikers in der N 24 zu, die von Dietrichson gesteuert und von Ellsworth navigiert wurde. Das zweite Flugzeug, die N 25, flog Riiser-Larsen. Als der hintere Motor der N 25 ausfiel, landeten die beiden Flugzeuge bei 87° 43′ nördlicher Breite und 10° 20′ 1″ westlicher Länge, dem nördlichsten bis dahin von einem Flugzeug erreichten Ort. Auf dem Weg zur N 25 brachen Omdal und Dietrichson im Eis ein und wurden von Ellsworth gerettet. Es stellte sich als unmöglich heraus, beide Flugzeuge wieder flottzumachen. Die sechs Männer benötigten mehr als drei Wochen, um allein eine Startpiste für die N 25 zu bauen. Alles Entbehrliche wurde auf dem Eis zurückgelassen, als alle in der N 25 ihren Rückflug nach Spitzbergen antraten. Ein Jahr später war Omdal als einer von drei Maschinisten an Bord des Luftschiffs Norge, das unter der Leitung von Amundsens, Nobiles und Ellsworth’ von Spitzbergen nach Alaska flog und dabei den Nordpol überquerte.
Oskar Omdal brachte von der Flugbootexpedition reiches Filmmaterial zurück. Mit den Aufnahmen, die Paul Berge auf Spitzbergen gemacht hatte, wurde daraus der abendfüllende Dokumentarfilm Roald Amundsen – Lincoln Ellsworth’s flyveekspedisjon 1925, der am 7. September 1925 seine Premiere hatte.
1927 wurde Omdal von Bernt Balchen als Reservepilot für die Antarktisexpedition Richard Byrds angeheuert. Während er auf den Start der Expedition wartete, nahm er einige andere Jobs an. Unter anderem arbeitete er für die US-amerikanische Pilotin Frances Wilson Grayson, die als erste Frau über den Atlantik fliegen wollte. Auf der ersten Etappe des Flugs von New York nach Harbour Grace auf Neufundland, verschwand die von Omdal geflogene Sikorsky S-36 am 23. Dezember 1927 mit Frances Wilson Grayson, dem Navigator Brice Goldsborough (1889–1927) und dem Flugingenieur Frank Koehler spurlos.

## Ehrungen

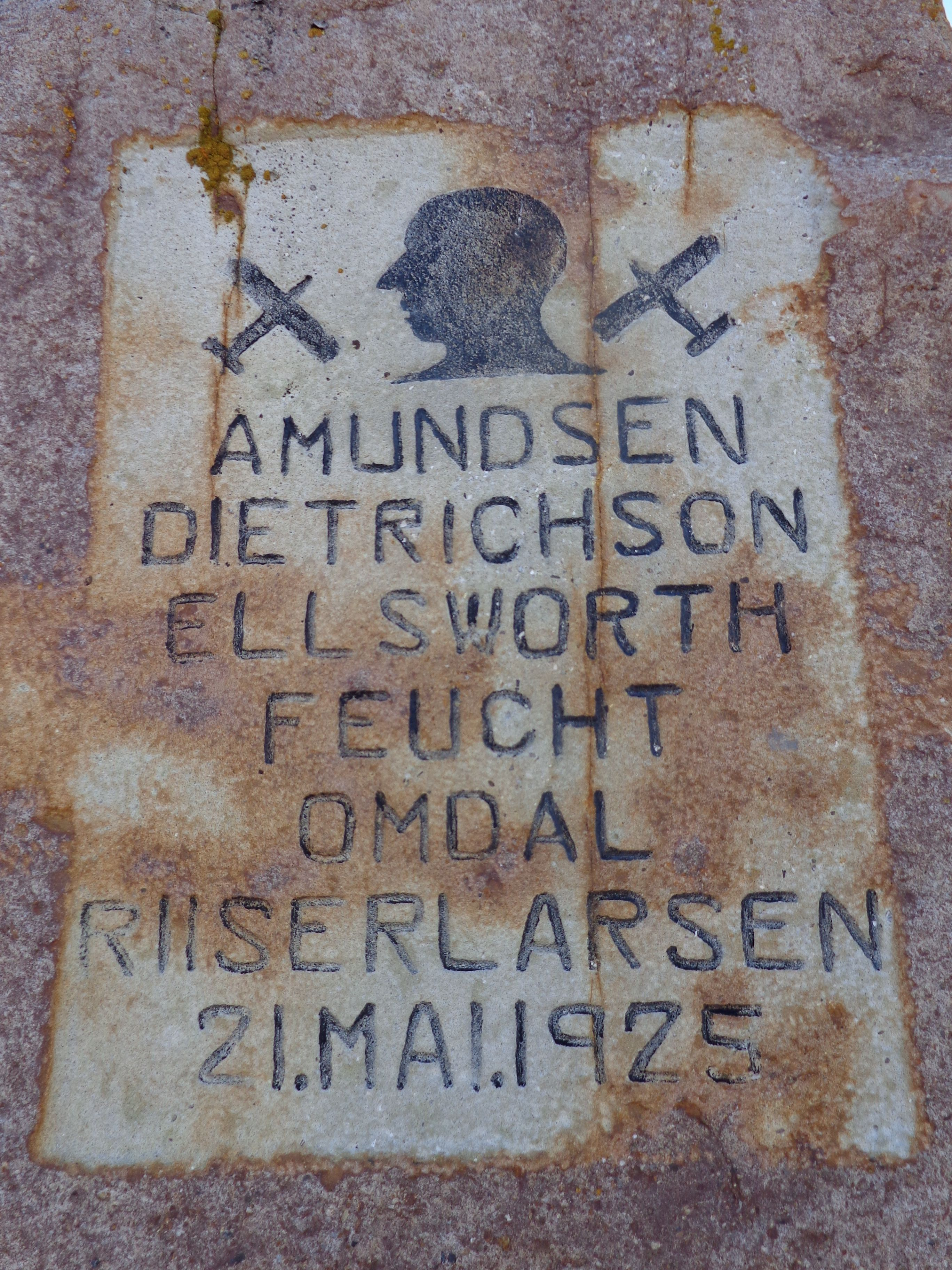
Gedenktafel für die Teilnehmer an Amundsens Expedition von 1925 in Ny-Ålesund

Oskar Omdal zu Ehren wurde einem See in der kanadischen Provinz Ontario am 7. Mai 1928 der Name Omdahl Lake gegeben. Eine Bucht der Insel Nordostland im Spitzbergen-Archipel heißt Omdalkilen.